# Gianluca Bollini
Gianluca Bollini (* 24. März 1980 in San Marino) ist ein san-marinesischer Fußballspieler.
Bollini, der auf der Position des Verteidigers agiert, absolvierte im Jahr 2007 vier Partien in der Nationalauswahl von San Marino. Während seiner Vereinskarriere stand er bisher für die Vereine SP Cailungo, SP Tre Fiori, SS Murata und SP La Fiorita im Einsatz.